# Кошелева, Любовь Владимировна
Любовь Владимировна Кошелева (12 сентября 1961, Тамбов — 10 марта 2015, Жирновск) — советская и российская театральная актриса, педагог.

## Биография
Любовь Кошелева (по мужу Калугина) родилась 12 сентября 1961 года в Тамбове. В 1982 году окончила режиссёрский факультет Свердловского театрального училища (курс В. И. Анисимова).
После училища работала руководителем юношеского театра «Факел». Позже играла в театральном центре «Волхонка» и Малом драматическом театре «Театрон».
Заочно закончила ГИТИС по специальности режиссёр эстрады (курс Валерия Гаркалина). Работала с режиссёрами: А. Гориным, Д. С. Кошкиным, Н. В. Мильченко, С. Ю. Стеблюком, И. Г. Турышевым, А. Е. Ушатинским.
В 2004—2014 годах была актрисой екатеринбургского «Коляда-Театра» п/р Николая Коляды, где стала одной из ведущих актрис. Преподавала сценическую речь.
В 1995 году у неё диагностировали рак. Последний год жила в Жирновске вместе с матерью. Умерла 10 марта 2015 года.

### Семья
- Мать — Надежда Георгиевна Кошелева
- Брат — Николай Владимирович Кошелев
- Первый муж — Валерий Смирнов
  - Дочь — Анастасия Валерьевна Смирнова, педагог, телеведущая, ведущая.
    - Внук — Кочарян Георгий (р. 2008)
    - Внук — Калиппа Владимир (р. 2015)
- Второй муж — Андрей Калугин
  - Сын — Артём Андреевич Калугин, фотограф и фототехник

## Работы в театре
- «Любовь — книга золотая» Толстой А. Н. — Екатерина II
- «Зойкина квартира» Булгаков М. А. — Манюшка
- «Калигула» Камю А. — Цезония
- «Прекрасное воскресное утро для пикника на озере Крев-Кер» Уильямс Т. — Элина Брукмаер

### «Коляда-Театр»
- «Кармен жива!» — Эльвира Манукян
- «Золушка» — Фея
- «Птица Феникс» — Роза Жемчугова
- «Старик Хоттабыч» — Марьванна, Кассирша
- «Амиго» — Жанна
- «Снежная королева» — Лапландка, Снежная королева
- «Старая зайчиха» — Она
- «Букет» — Экскурсовод
- «Золотой ключик» — Черепаха Тортилла, Лиса Алиса
- «Гамлет» — Гертруда
- «Курица» — Диана Раскольникова
- «Женитьба» — Агафья Тихоновна
- «Ревизор» — Народ, купцы
- «Морозко» — Мачеха, Баба Яга
- «Король Лир» — Регана
- «Безымянная звезда» — Паску, Куку
- «Трамвай „Желание“» — Юнис, Надзирательница
- «Вишнёвый сад» — Шарлотта Ивановна
- «Фронтовичка» — Нина Васильевна Кравчук
- «Всеобъемлюще» — Нина Сергеевна
- «Борис Годунов» — Мамка.

## Фильмография
- 2008 — Спасите наши души — эпизод
- 2006 — Полковничья шуба- Миссис Биксби
- 2007 — Дело было в Гавриловке- эпизод